# Maksim Piskoenov
Maksim Piskoenov (Russisch: Максим Пискунов; 10 oktober 1997) is een Russisch baan- en wegwielrenner.

## Carrière
Op de baan werd Piskoenov in 2017 tweede in de afvalkoers tijdens de Europese kampioenschappen. In 2018 won Piskoenov de vierde etappe in de Ronde van Cartier.

## Baanwielrennen

### Palmares
| Jaar     | RK                   | EK                                                 | WK                                | Overig   |
| Junioren | Junioren             | Junioren                                           | Junioren                          | Junioren |
| -------- | -------------------- | -------------------------------------------------- | --------------------------------- | -------- |
| 2015     | Ploegenachtervolging | Ploegenachtervolging · Ploegkoers · 1 km · Scratch | Ploegkoers · Ploegenachtervolging |          |
| Beloften |                      |                                                    |                                   |          |
| 2016     |                      | Ploegkoers                                         |                                   |          |
| 2017     |                      | Ploegkoers · Afvalkoers · Scratch                  |                                   |          |
| Elite    |                      |                                                    |                                   |          |
| 2016     | Ploegkoers           |                                                    |                                   |          |
| 2017     | Ploegkoers           | Afvalkoers                                         |                                   |          |

## Wegwielrennen

### Overwinningen
2018
4e etappe Ronde van Cartier
1e etappe Ronde van Costa Rica
2019
10e etappe Ronde van Marokko
4e etappe Ronde van Mersin
3e etappe Vijf ringen van Moskou
2020
GP Antalya
2e etappe Ronde van Mevlana